# Plectaster decanus
Plectaster decanus (mozaïekzeester) is een zeester uit de familie Echinasteridae.
De wetenschappelijke naam van de soort werd in 1843 gepubliceerd door Johannes Peter Müller en Franz Hermann Troschel.